# Ronchères (Yonne)
Ronchères è un comune francese di 109 abitanti situato nel dipartimento della Yonne nella regione della Borgogna-Franca Contea.

## Società

### Evoluzione demografica
Abitanti censiti